# Genk VV
Genk VV was een Belgische voetbalclub uit Genk. De club was aangesloten bij de KBVB met stamnummer 735 en had geel en zwart als kleuren. Genk VV speelde in haar bestaan vijf jaar in de nationale reeksen, maar verdween in 1954. De club werd later heropgericht als Genker VV.

## Geschiedenis
De club ontstond in 1922 en speelde vriendschappelijke wedstrijden. Het clublokaal was het Katholiek Volkshuis en in 1924 ging men spelen op een nieuw terrein achter de kerk. In 1926 sloot men zich uiteindelijk aan bij de Belgische Voetbalbond. Een paar jaar eerder waren in de gemeente Genk ook al de clubs FC Winterslag en Waterschei SV Thor opgericht en bij de Voetbalbond aangesloten.
De club groeide gestaag uit en na een titel in 1934 bereikte Genk VV voor het eerst de nationale bevorderingsreeksen, in die tijd het derde niveau. Edgard Lantmeeters was voorzitter en geldschieter van de club. Genk VV trof in zijn eerste seizoen in zijn bevorderingsreeks gemeentegenoot Waterschei, dat een paar jaar eerder al was gepromoveerd en nu zelfs opnieuw promotie afdwong. Genk VV kon zich handhaven in de middenmoot. Het tweede seizoen, 1935/36, eindigde men op een vijfde plaats. Het zou voor Genk VV de hoogste eindpositie ooit blijven. De volgende seizoenen kon men dit resultaat niet herhalen, maar men bleef zich wel handhaven in Bevordering.
Voorzitter Edgard Lantmeeters kwam echter om het leven bij een ongeval en de club verloor zijn geldschieter. Door deze financiële verzwakking raakte de club in de problemen. Spelers trokken weg en zo kreeg de club het ook sportief moeilijk. Uiteindelijk strandde Genk VV in 1939 afgetekend op een allerlaatste plaats in zijn reeks. De ploeg sloot het seizoen af met in de competitie amper een overwinning en een gelijkspel. Na vijf seizoenen nationaal voetbal zakte Genk VV zo terug naar de provinciale reeksen.
Genk VV bleef in de hoogste provinciale reeks spelen, ook na de Tweede Wereldoorlog. Vanuit de supportersclub van Genk VV ontstond in 1945 de turnvereniging Jong en Moedig Genk (JeM). Bij het 25-jarig bestaan in 1951 werd Genk VV koninklijk. In 1953 eindigde Genk op de laatste plaats in de hoogste provinciale afdeling. Er waren onenigheden binnen de club en uiteindelijk hield de club het voor bekeken in 1954. Stamnummer 735 werd definitief geschrapt. In 1956 zou de club heropgericht als Genker VV, dat bij de KBVB aansloot met stamnummer 5952.